# Kan Hồ
Kan Hồ là một xã thuộc huyện Mường Tè, tỉnh Lai Châu, Việt Nam.
Xã Kan Hồ có diện tích 283,63 km², dân số năm 1999 là 1350 người, mật độ dân số đạt 5 người/km².